# Луго (Ређо Емилија)
Луго је насеље у Италији у округу Ређо Емилија, региону Емилија-Ромања.
Према процени из 2011. у насељу је живело 95 становника. Насеље се налази на надморској висини од 234 м.